# Arantzazu
Arantzazu (spanisch Aránzazu) ist eine Gemeinde (municipio) in der Provinz Bizkaia im spanischen Baskenland mit 394 Einwohnern (Stand: 2024). Die Ortsteile Olarra und Zelaia bilden neben dem Hauptort Arantzazu die Gemeinde. 

## Geografie
Arantzazu liegt etwa neun Kilometer südlich von Bilbao am Fluss Arratia in einer Höhe von durchschnittlich ca. 95 m. 

## Geschichte
| 1900 | 1970 | 1981 | 1991 | 2001 | 2011 | 2021 |
| ---- | ---- | ---- | ---- | ---- | ---- | ---- |
| 285  | 374  | 282  | 284  | 290  | 354  | 399  |

## Sehenswürdigkeiten

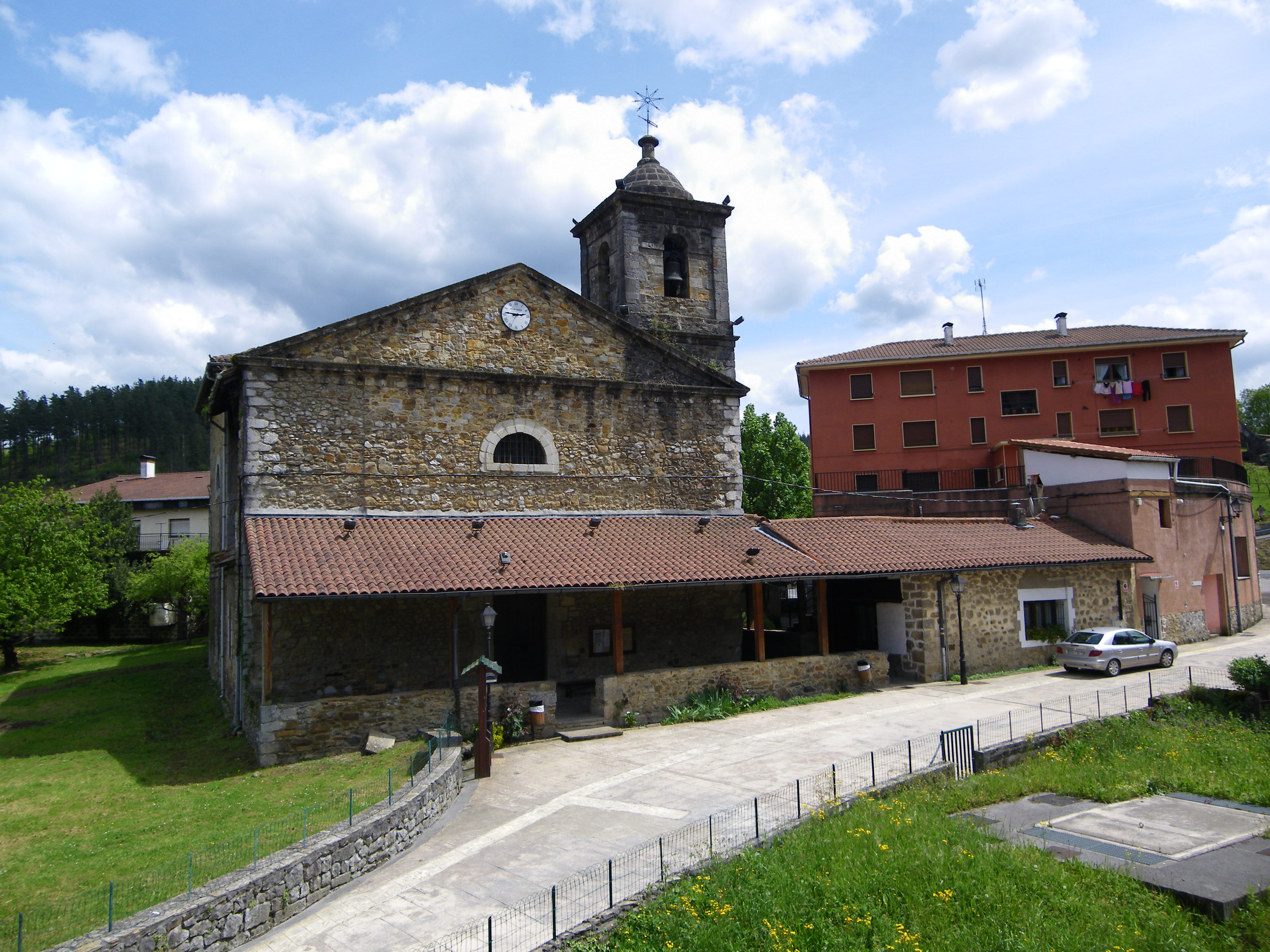
Peterskirche

- Peterskirche